# آرامگاه جوانمرد علی
آرامگاه جوانمرد علی  مربوط به اوایل دوره تیموریان است و در شهرستان میان‌جلگه واقع شده و این اثر در تاریخ ۵ دی ۱۳۵۶ با شمارهٔ ثبت ۱۵۴۷ به‌عنوان یکی از آثار ملی ایران به ثبت رسیده است.